# Centromerus cinctus
Centromerus cinctus là một loài nhện trong họ Linyphiidae.
Loài này thuộc chi Centromerus. Centromerus cinctus được Eugène Simon miêu tả năm 1884.